# Épeigné-sur-Dême
Épeigné-sur-Dême – miejscowość i gmina we Francji, w Regionie Centralnym, w departamencie Indre i Loara.
Według danych na rok 1990 gminę zamieszkiwały 172 osoby, a gęstość zaludnienia wynosiła 8 osób/km² (wśród 1842 gmin Regionu Centralnego Épeigné-sur-Dême plasuje się na 966. miejscu pod względem liczby ludności, natomiast pod względem powierzchni na miejscu 607.).